# Don Juan (Molière)
Don Juan – utwór komediowy Molière'a z 1665 roku. W sztuce autor nawiązał do legendarnej postaci Don Juana, słynnego uwodziciela.
Utwór był odpowiedzią pisarza na krytykę jego Świętoszka i również wzbudził duże kontrowersje, tak że po 14 spektaklach Molière, za radą króla, zdecydował się zaprzestać wystawiania tej komedii. Na publikację w formie druku nigdy się nie zdecydował i sztukę wydano dopiero po śmierci Molière'a, w 1682 roku.

## Okoliczności powstania utworu
Zakaz wystawiania Świętoszka wydany w połowie 1664 roku pozbawił Molière'a i jego zespół spektaklu. W tej sytuacji komediopisarz zaczął się rozglądać za nowym tematem. Sięgnął po niezwykle popularny w tym czasie w Paryżu, wystawiany każdego roku w karnawale przez zespoły włoskie, temat Don Juana, wywodzący się z komedii Tirsa de Moliny Zwodziciel z Sewilli i kamienny gość. Pisana w pośpiechu prozą, co zaważyło potem na jej odbiorze, komedia ta jest trzecią francuską wersją tego tematu. Przed Molière'em Le Festin de Pierre wystawili Dorimond (1658) i de Villiers (1659). Utwór Molière'a miał premierę 15 lutego 1665 roku i został zdjęty po kilkunastu przedstawieniach. Drukiem został wydany po śmierci autora w 1682 roku.

## Tytuł
Sztuka ukazała się pod tytułem Festin de Pierre (Uczta Piotra). Już Villiers we wstępie do swojej sztuki, z 1659 roku, pisał, że członkowie jego zespołu byli zachwyceni sztuką Uczta Piotra albo Syn zbrodniarz, którą cały Paryż tłumnie biegł zobaczyć w wykonaniu włoskich komediantów. Dorimond, który wydrukował swoją sztukę w styczniu 1659 roku pozostał przy tym tytule, choć korzystając z włoskiego (Il Convitato di pietra) lub hiszpańskiego (Combidado de Piedra) tekstu zdawał sobie sprawę, że jest on błędny. Przyczyną błędu było pomieszanie dwóch znaczeń słowa convive, które w XVII wieku oznaczało jeszcze zarówno gościa jak i ucztę. Wszystko wskazuje na to, że sprawcami nieporozumienia stali się włoscy komedianci, którzy wystawiali swój utwór po włosku, ale zaopatrywali go we francuski tytuł.
Villiers, a po nim Dorimond, dla usprawiedliwienia takiego tytułu, nadali Komandorowi imię Piotr. Komandor, ojciec Amarilli, napadniętej na początku sztuki przez don Juana, zaprasza swego zabójcę na ucztę i jest to właśnie tytułowa uczta Piotra. Molière nie poszedł za swymi poprzednikami. Komandor w jego komedii nie ma imienia, nie jest też ojcem doni Elwiry, zachował jednak tytuł swoich poprzedników ze względu na utrwaloną już tradycję i jego rozpoznawalność wśród odbiorców. Tytuł Don Juan nie pojawił się ani za życia komediopisarza, ani na pierwszym wydaniu utworu. Po raz pierwszy powiązał go z legendą o don Juanie Goldoni w wystawionym w 1736 roku Don Giovannim Tenorio.

## Osoby
| Osoba            | Jej rola w sztuce             |
| Don Juan         | syn Don Ludwika               |
| Sganarel         | jego służący                  |
| Dona Elwira      | kochanka Don Juana            |
| Guzman           | giermek Elwiry                |
| Piotruś          | wieśniak, narzeczony Karoliny |
| Karolka          | narzeczona Piotrusia          |
| Marcysia         | wieśniaczka                   |
| Don Karlos       | brat Dony Elwiry              |
| Don Alonzo       | brat Dony Elwiry              |
| Franciszek       | żebrak                        |
| Fiołek, Wątróbka | służba Don Juana              |
| Posąg Komandora  |                               |
| Pan Niedziela    | wierzyciel Don Juana          |
| Don Ludwik       | ojciec Don Juana              |

## Treść

### Akt I
Guzman wypytuje Sganarela o powody rychłego wyjazdu jego pana Don Juana i porzucenia jego pani donny Elwiry, o którą tak gorąco dotąd zabiegał, że posunął się do porwania jej z klasztoru i poślubienia jej. Sganarel wyjawia koledze, że jego pan jest najgorszym bezbożnikiem, jakiego nosi ziemia. Jest przekonany, że niebo na pewno go ukarze i obawia się, że i jego może spotkać przy okazji coś złego. Boi się go jednak opuścić. Don Juan rozpoznaje oddalającego się Guzmana. Przyznaje, że jego miłość do donny Elwiry osłabła odkąd poznał nową piękność, która tu przybyła wraz z narzeczonym. Sganarel jest zaniepokojony, że przybyli do miasta, gdzie Don Juan nie tak dawno zabił Komandora i chociaż sąd go uniewinnił, na pewno żyją jacyś, żądni zemsty, jego krewni. Ośmielony przez swego pana Sganarel ostrzega go, że za jego bezbożność może go spotkać kara Nieba. Don Juan jest jednak zajęty swoimi pragnieniami, chce jak Aleksander Wielki, zdobywać wciąż nowe światy, łamać opór wciąż nowych kobiet. Ucisza Sganarela i każe mu przygotować łódź, którą wypłyną, by porwać nowy obiekt jego miłosnych zapałów. Pojawia się Elwira, która wyrzuca sobie, że tak bardzo lekceważyła wszelkie oznaki zdrady swego kochanka, prosi go jednak, by ją oszukiwał, że ją nadal kocha. Don Juan wypycha do odpowiedzi Sganarela, a wreszcie wyjawia donnie Elwirze, że oddalił się od niej poruszony wyrzutami sumienia i lękiem, że Niebo może go ukarać za życie z kobietą związaną przecież wcześniejszymi ślubami zakonnymi. Elwira przysięga mu zemstę.

### Akt II
Piotruś opowiada Karolce o burzy na jeziorze, która doprowadziłaby do śmierci dwóch przypadkowych turystów, gdyby wraz z kolegą nie rzucił się im na pomoc. Karolka jest mocno zainteresowana uratowanym przez niego szlachcicem, a jej narzeczony skarży się, że nie kocha go tak jak powinna. Don Juan powetował sobie niepowodzenie na jeziorze uwodząc Małgośkę, a na widok Karolki rusza do kolejnego szturmu. Dziewczyna nie dowierza jego zapałom, on jednak przysięga na Niebo, że ją poślubi. Kiedy próbuje skraść jej całusa protestuje powracający Piotruś. Don Juan okłada płazem swego dobroczyńcę. Jego dalsze umizgi do Karolci przerywa Małgośka. Don Juan zażegnuje gwałtowną kłótnię obydwu kobiet, odwołując się do tego, co każda z nich od niego usłyszała. Sganarel próbuje wypytać swego pana o jego wiarę, ten mówi tylko, że wierzy, że dwa i dwa jest cztery. Sganarel stara się na swój naiwny sposób bronić harmonii wszechświata. Zmuszony jest jednak wraz z panem salwować się ucieczką na widok zbliżających się dwunastu uzbrojonych mężczyzn, którzy poszukują Don Juana.

### Akt III
W lesie napotykają pustelnika. Don Juan drwi z niego i obiecuje mu dukata jeśli przeklnie Niebo. Widząc szlachcica napadniętego przez trzech zbójców rusza mu na ratunek. Okazuje się, że uratował życie bratu Elwiry, który szuka go wraz z bratem, by pomścić na nim zniewagę honoru. Chwilę później uratowany ratuje życie Don Juana przed napaścią brata. Don Juan zobowiązuje się stawić na wyznaczone miejsce i dać braciom satysfakcję. Po ich odejściu wchodzi mimo protestów Sganarela do znajdującego się nieopodal grobowca Komandora. Każe swojemu słudze zaprosić Komandora na kolację. Posąg Komandora potwierdza swoje przybycie.

### Akt IV
Don Juan uznaje poruszenie posągu za przywidzenie. Odwiedza go jego wierzyciel Pan Niedziela. Don Juan przyjmuje go z tak wielką serdecznością, że zakłopotany gość odchodzi z niczym. Zjawia się też ojciec Don Juana, Don Ludwik, który zapowiada, że zachowanie syna wyczerpało jego cierpliwość i podejmie ostrzejsze środki przeciw niemu. Don Juan życzy mu, by zmarł i pozwolił mu wreszcie dziedziczyć. Donna Elwira ostrzega go, że cierpliwość Nieba kończy się i prosi go o skruchę i ratowanie jego życia. Don Juan zastanawia się nad sobą. Pada na kolana.

### Akt V
Nadchodzący ojciec jest zachwycony jego odmianą. Uszczęśliwiony biegnie powiadomić żonę. Don Juan nie ma jednak zamiaru się odmienić, a jedynie wykorzystać powszechną obecnie na dworze obłudę do zwalczania swoich wrogów jako bezbożników. Na jego pochwałę obłudy, Sganarel odpowiada niedorzeczną mową, której konkluzją jest rychła kara Nieba, która spadnie na jego pana. Bratu Donny Elwiry, który przychodzi żądać, by pojął siostrę za żonę, Don Juan odpowiada, że jest to sprzeczne z wolą Nieba, które chce, by pokutował za swoje grzechy. Jednocześnie jednak informuje go, gdzie może go spotkać, jeśli pragnie satysfakcji. Do bramy domu Don Juana puka trzykrotnie Komandor, zaproszony na wieczerzę. Don Juan znika, a wraz z nim przepada Sganarelowa zapłata.

## Analiza

### Don Juan
Don Juan Molière'a jest cynicznym kochankiem, tak jak i jego poprzednicy, nie to jest jednak jego najistotniejszym rysem. Molière przedstawił w tej postaci, wielkiego pana, zdemoralizowanego próżniaczym życiem na dworze Ludwika XIV. Z chwilą zakończenia Frondy chwacki wojak wyradza się w przewrotnego, nawykłego do rozkoszy i bezkarnego watażkę, którego drapieżna nuda popycha do krzywdzenia innych. Molière wskazuje na potworność przywileju, który daje szlachcicowi wszystkie prawa, a nie nakłada obowiązków. Wielki pan, a zły człowiek, to monstrum w przyrodzie mówi w komedii don Ludwik.
Don Juan jest też XVII-wiecznym libertynem, karmiącym się pogaństwem wysnutym z humanizmu, świeżym jeszcze kartezjanizmem (wierzę, że dwa a dwa są cztery mówi don Juan o swojej wierze), krytyką prawd wiary wyrosłą polemik między kościołami chrześcijańskimi. Bohater Molière'a, mimo że akcja utworu toczy się w hiszpańskiej Sycylii, nie ma w sobie nic z namiętnego Hiszpana. Jest raczej znudzonym intelektualistą, zimnym łowcą wrażeń. Nie gardzi uściskiem kobiety, ale jest ona raczej podnietą znudzenia i próżności. Porywa Elwirę z klasztoru, by ją zaraz porzucić, próbuje przeszkodzić miłości młodych narzeczonych. Spotkanemu w lesie żebrakowi daje ludwika, by bluźnił, a gdy ten nie chce, znudzony rzuca mu go przez miłość ludzkości.
Ten krwawy pan ma jednak swój urok i wdzięk, wielki styl i żywe poczucie humoru. Piotruś ma rację, ale Karolka ulega urokowi szlachcica. Pan Niedziela daje się uwieść uprzejmości don Juana. Sganarel w rozmowie ze swym panem ośmiesza tylko to, czego broni. I choć honor don Juana nie wyklucza żadnego łajdactwa, nie sposób mu odmówić odwagi nawet wobec piekła.

### Sganarel
Sganarel to typowy komediowy służący, który w klasycznym teatrze odznacza się tchórzostwem i chciwością. Znaczący jest fakt, że pojawia się w 26 z 27 scen sztuki (o jeden raz więcej niż Don Juan), i że rolę tę autor napisał dla siebie. Część krytyków uważa go za antytezę don Juana. Sganarel jest gburowaty, podczas gdy jego pan elegancki; ma skłonności do moralizowania, a don Juan do cynizmu; jest przesądny, a tamten śmiały; głupkowaty, a don Juan sprytny. Obecność Sganarela pozwala zachować autorowi ton komediowy, gdy sztuka nazbyt staje się dramatyczna i mroczna.
Inni uważają go za ofiarę don Juana. Zdaniem Gendarme'a de Bévotte'a Sganarel jest uczciwym człowiekiem, naiwnym i dobrym. Jako że jest słabo wykształcony, jego rozumowanie jest proste, ale nie pozbawione rozsądku. Nieśmiały i niezgrabny jako obrońca moralności jest wrażliwy na cudze uczucia i ból. Próbuje ratować ofiary swojego pana ostrzegając je przed nim. Jest posłuszny don Juanowi z obawy o samego siebie. Fakt że zostaje przy swoim panu wynika jednak raczej z miłości do niego i chęci ratowania go niż z troski o zapłatę.
W swoich Observations (…) sur le Festin de Pierre Rochemont stwierdza, że Sganarel jest bardziej niegodziwy od swego pana i tym tłumaczy sprzeciw jaki budzi sztuka. Polemizując z nim Donneau de Visé zauważa, że Sganarel ma podstawy dobrego sumienia i jeśli nawet nie może ich rozwinąć, to ludzie tego pokroju zwykle nie mogą uczynić więcej.
Współcześnie Désiré Laverdant uznaje Sganarela za groteskowego nauczyciela ... oszczercę i zdrajcę ... tchórzliwego i bezczelnego kłamcę ... niegodziwego skąpca, samolubnego tchórza ... głupio zabobonnego. Inni widzą w nim wspólnika swego pana, pomagającego mu w jego przedsięwzięciach i podziwiającego jego wybryki; głosiciela zasad moralnych, który czerpie przyjemność ze słuchania jak jego pan z nich szydzi; żyjącego z uczestnictwa w awanturach, których sam nie miałby odwagi przedsięwziąć.